# Hydromantes brunus
Hydromantes brunus (tên tiếng Anh: Limestone Salamander) là một lungless salamander, có ở một phần sông Merced ở quận Mariposa, California. Trong khi Hydromantes gồm 3 loài có ở Hoa Kỳ; H. platycephalus và H. shastae, và Hydromantes là loài bản địa một số khu vực California, miền nam Pháp và Ý, H. brunus lại là loài hiếm và đặc chủng ở Merced Canyon  Môi trường sống tự nhiên của chúng là rừng ôn đới, vùng cây bụi ôn đới, suối nước ngọt, vùng nhiều đá, và hang. Chúng hiện đang bị đe dọa vì mất môi trường sống. 